# بوروسيا دورتموند موسم 2015–16
كان موسم 2015–16 هو الموسم الـ105 (والعام الـ106 بشكل عام) لبوروسيا دورتموند في تاريخ نادي كرة القدم والموسم الأربعين على التوالي والتاسع والأربعين بشكل عام في دوري الدرجة الأولى الألماني لكرة القدم، البوندسليغا، بعد أن صعد من الدرجة الثانية.الدوري الألماني في عام 1976.
بالإضافة إلى الدوري المحلي، شارك بوروسيا دورتموند أيضًا في إصدارات هذا الموسم من الكأس المحلية، كأس ألمانيا، وكأس القارات من الدرجة الثانية، الدوري الأوروبي. كان هذا هو الموسم الثالث والأربعين للنادي في ملعب ويستفاليا، الذي يقع في دورتموند، ألمانيا. كان الملعب يتسع لـ81,359 متفرج لمباريات الدوري الألماني، و65,851 متفرج للمباريات القارية. ويغطي الموسم الفترة من 1 يوليو 2015 إلى 30 يونيو 2016.
كان هذا الموسم هو الأول منذ موسم 2000–01 بدون سباستيان كيل، الذي تقاعد بعد موسم 2014–15.